# Giorgio Serafini Prosperi
Giorgio Serafini Prosperi (Roma, 18 settembre 1968) è un drammaturgo, regista teatrale e attore teatrale italiano.

## Biografia
Nasce a Roma, il 18 settembre 1968. Dopo gli studi classici studia Discipline dello Spettacolo a Roma.
Dal 1989 al 1991 si è occupato di critica teatrale e musicale per alcuni quotidiani a diffusione nazionale e dal 1990 al 1999 si occupa di critica teatrale su Il Tempo.
Ha pubblicato articoli e saggi di teatro su: Hystrio, Ridotto, Il Bollettino della Siae, Sipario, Primafila. Nel 2002 fonda, assieme ad un gruppo di artisti, la Compagnia Carovana di Babele.

## Teatro

### Attore
- 1979-1980 – È coprotagonista di due spettacoli di Mario Prosperi, Zio Mario e L'Anticristo.
- 1990 – Il docente furioso, di Mario Prosperi.
- 1998 – Vendetta trasversale, di Giorgio Prosperi. Teatro Piccolo Eliseo.
- 1999 - Lisistrata, di Aristofane. Musical di Mario Prosperi prodotto dal Teatro Stabile di Catania.

### Autore e/o regista
- 1993 – In ultima analisi, atto unico
- 1994
  - La vocazione coniugale, di Giorgio Prosperi. Teatro Argot.
  - Il pazzo, il diavolo e l'avvocato, di Vincenzo Giannì. Teatro Politecnico.
  - In alto mare, di Slawomir Mrozek. Teatro della Cometa.
- 1995
  - Zona franca, atto unico. Teatro Politecnico.
  - Candida, di George Bernard Shaw. Teatro Ghione.
- 1996
  - Carabinieri in viaggio (e Pinocchio non c'è), testo selezionato per la rassegna Enzimi del Comune di Roma. Teatro dell'Angelo.
  - Progetto ecologia sociale, corto teatrale presentato al Teatro la Comunità.
  - Di nome e di fatto, di Patrizia Lazzari. Teatro dei Cocci.
- 1997
  - Anfitrione 38, di Jean Girodoux, Produzione Festival dei due mari di Taranto.
  - La guerra degli asparagi, di Pierre Louki. Teatro dei Contrari.
- 1999 Serenata Lenny Bruce, spettacolo di teatro cabaret con Gino Nardella ed il trombettista Andrea Pandolfo. Teatro Politecnico.
- 2000 – La città di Dio, dagli scritti di Agostino di Ippona.
- 2002 - L'Incompiuta, di Giorgio Prosperi. Teatro Politecnico.
- 2003
  - La vita che ti diedi di Luigi Pirandello. Regista assistente di Luigi Squarzina, Compagnia Marina Malfatti.
  - L'incapace. Teatro Politecnico.
- 2004 La notte di Natale (e Marzia), con Angelo Orlando e Marina La Rosa e il suo adattamento de “il canto del cigno” di Anton Cechov, con Mario Scaccia.
- 2006 "Maria Maddalena o la salvezza" di Marguerite Yourcenar, con Paola Garibotti. Regista.
- 2008 "Il Signor Ibrahim e i fiori del Corano" di Eric Immanuel Schmitt. Con Armando Iovino. Regista.
- 2009 autore e regista dello spettacolo "La mia casa in fondo al mare". Con Emanuele Maria Basso e Paola Garibotti. Con il patrocinio del Ministro per le Pari Opportunità.

## Radio
- 1992 – autore de "Il viaggio di Giacomo Casanova, avventuriere". Radiodramma commissionato e trasmesso da Radiodue. Regia di Giuseppe Venetucci.

## Televisione
- 1990 – Meeting, di Giulio Galasso. Ruolo: ospite fisso in trasmissione ed intervistatore.
- 1995 – Fantasticamente, di Giorgio Bressa. Raiuno. Ruolo: autore ed ospite in varie puntate.
- 1998-1999 – Vivendo parlando, talk show quotidiano di Sat 2000. Ruolo: ospite fisso per entrambe le stagioni come critico teatrale ed autore dei propri interventi in diretta (La parola al critico).
- 2001 - Un falco per amico, fiction scritta su commissione. Ruolo: autore del soggetto.
- 2001 – Isola, short fiction giornaliera per Stream (all'interno della campagna Tim). Ruolo: autore del format e sceneggiatore delle 34 puntate. Regia di Federico Catalano.
- 2002 – coautore del nuovo programma di storia per La7, L'altra storia. Di Giuseppe Giannotti, Sergio Luzzatto, Giovanni De Luna e Davide Savelli.

2007 - Raidue-Palcoscenico trasmette "il canto del cigno" con Mario Scaccia, regia televisiva di Edoardo Sala.
- 2009 - È autore del programma di History Channel "Tutto fa storia" con Patrizio Roversi.

## Cinema
- 2000 – Autore del soggetto di El Milagro.
- 2001 – soggettista sceneggiatore del cortometraggio "Scusi, quanto?" scritto con Pino di Persio.
- 2008 - Autore e regista del cortometraggio "Il ritorno" tratto da suggestioni ricevuti dagli scritti di Vincenzo Consolo. Il cortometraggio è in concorso al Riff independent Festival di Roma nell'edizione 2010.
- 2010 - Autore del soggetto e della sceneggiatura del film in fase di realizzazione "L'ultimo eletto". Con Roberto Nini ed Emanuele Maria Basso.

## Riconoscimenti
- 1991 Premio Internazionale Ennio Flaiano per la commedia La coscienza di Hamlet;[1]
- 1993 Premio Lazio Teatro per l'atto unico In ultima analisi;[1]
- 1995 Premio miglior giovane critico dell'anno (Associazione Nazionale Critici Teatrali);[1]
- 1996 Premio I.D.I. giovani nel 1996, per la commedia Carabinieri in viaggio (e Pinocchio non c'è)
- 2001 Premio Internazionale Ennio Flaiano per l'atto unico inedito La notte di Natale (e Marzia)[1]